# Felix Benjamin Ahrens
Felix Benjamin Ahrens (* 22. Oktober 1863 in Danzig; † 14. November 1910 in Berlin) war ein deutscher Chemiker und Technologe.

## Leben und Wirken
Ahrens absolvierte von 1882 bis 1886 ein Studium in Berlin, Breslau und Kiel. Ab 1887 arbeitete er als Assistent von Albert Ladenburg an der Universität Breslau und beschäftigte sich als dessen Schüler erfolgreich mit Alkaloiden. 1889 erhielt er in Breslau eine Stelle als Privatdozent und wurde 1896 zum außerordentlichen Professor und Direktor des Landwirtschaftlich-Technologischen Instituts ernannt. Außerdem machte er sich verdient um die 1910 geschaffene Technische Universität Breslau.
Ahrens schrieb wichtige technische Beiträge zu Steinkohlenteeren, Acetylen und Sulfitlaugen, darunter das Handbuch der Elektrochemie, die Anleitung zur chemisch-technischen Analyse, die Einführung in die praktische Chemie oder 	Das Buch der Erfindungen, Gewerbe und Industrien. Außerdem gründete er die Sammlung chemischer und chemisch-technischer Vorträge, die er von 1896 bis 1908 selbst herausgab.